# Jean-Paul Thiery
Jean-Paul Thiery est un biologiste français né le 25 avril 1947. 
Il est directeur de recherche émérite au laboratoire CNRS-Université Paris-Diderot sur les matières et systèmes complexes, au centre de lutte contre le cancer de l'Institut Gustave Roussy et professeur associé dans plusieurs universités étrangères[Quand ?].

## Biographie
Jean-Paul Thiery a obtenu son doctorat d’État en biochimie en 1974 à l'Université Paris Diderot à Paris. De 1975 à 1977 il effectue une recherche postdoctorale à l'Université Rockefeller de New York dans le laboratoire dirigé par Gerald Edelman, Prix Nobel de médecine. De 1978 à 1987, il dirige une équipe à l'Institut de biologie du développement du CNRS et du Collège de France. Il devient directeur d’une unité de recherche CNRS à l'École normale supérieure. Il rejoint l’Institut Curie en 1995 pour diriger le laboratoire de biologie cellulaire. En 2003 il est nommé directeur du département de recherche translationnelle de l’Institut Curie. En 2006, il rejoint l’agence de recherche scientifique et technologique de Singapour comme professeur et directeur adjoint de L’Institut de biologie moléculaire et cellulaire puis est nommé en 2012 directeur du département de biochimie à la faculté de médecine de l’ Université nationale de Singapour. Chercheur CNRS émérite depuis 2010, il est actuellement professeur associé à l'université nationale de Singapour, à la faculté de Médecine de l'Université de Hong Kong, à l’Institut biomédical de Canton de l’Académie des Sciences de Chine et à la faculté de médecine de Bergen, Norvège.
Il est membre correspondant l'Académie des sciences (1993),, de l’EMBO (1984) et de l’Academia Europaea (1990).

## Travaux scientifiques[3]
Jean-Paul Thiery a reçu une formation universitaire d’ingénieur chimiste (Strasbourg) puis s’est spécialisé dans plusieurs disciplines des sciences du vivant au cours de son parcours scientifique.
Ces premiers travaux ont porté sur l’hétérogénéité de composition des génomes eucaryotes. Lors de son séjour postdoctoral, il découvre la première molécule adhésive intercellulaire N-CAM puis décrit pour la première fois la relation entre morphogenèse et statut adhésif des cellules.
Ses travaux sur l’adhérence intercellulaire le conduisent à établir de nouvelles techniques de mesure de forces nécessaire au détachement de cellules en interactions. Il démontre le rôle crucial du cytosquelette d’actine cortical dans le renforcement et la mécanosensibité de l’adhérence intercellulaire,.
Il découvre le mécanisme chimotactique assurant la colonisation des progénitures des cellules T dans le thymus. Il démontre l’importance du mécanisme de transition épithélium mésenchyme dans l’ontogenèse des cellules de la crête neurale. Ces recherches le conduisent à émettre l'hypothèse que les cellules épithéliales malignes utilisent la même stratégie pour disséminer et former des métastases,. Ses recherches pionnières sur le rôle de la transition épithélio-mésenchymateuse (TME) dans les carcinomes font aujourd’hui l’objet de nombreuses recherches au niveau international. Ses recherches actuelles conduites en collaboration avec des cliniciens sont centrées sur le développement de stratégies thérapeutiques basées sur le concept de la réversibilité de la TME pour augmenter l’efficacité des thérapies cibles et de l'immunothérapie,. Il a présenté ses travaux dans plus de 300 conférences internationales et a publié 480 articles. Il est co-auteur de 4 brevets et fondateur scientifique de la société Biocheetah, le nom de la société ayant été choisis en concordance avec l’objectif de Jean-Paul Thiery d'être le premier à mettre un diagnostic sur le marché (le guépard - cheetah en anglais - étant l'animal le plus rapide au monde). [réf. nécessaire]

## Distinctions
Le professeur Jean-Paul Thiery a reçu le prix Serres de l’Académie des sciences (1983), le prix Otto Mangold (Berlin) 1987, le prix Heinz Karger Basel (1990) et le prix de la Ligue nationale française contre le cancer, Paris (1990). Il est Lauréat de l’Académie de médecine (2000),  Chevalier de la Légion d'honneur (2009) et  Chevalier de l'ordre national du Mérite (1997).